# Bornstedt (Hohe Börde)

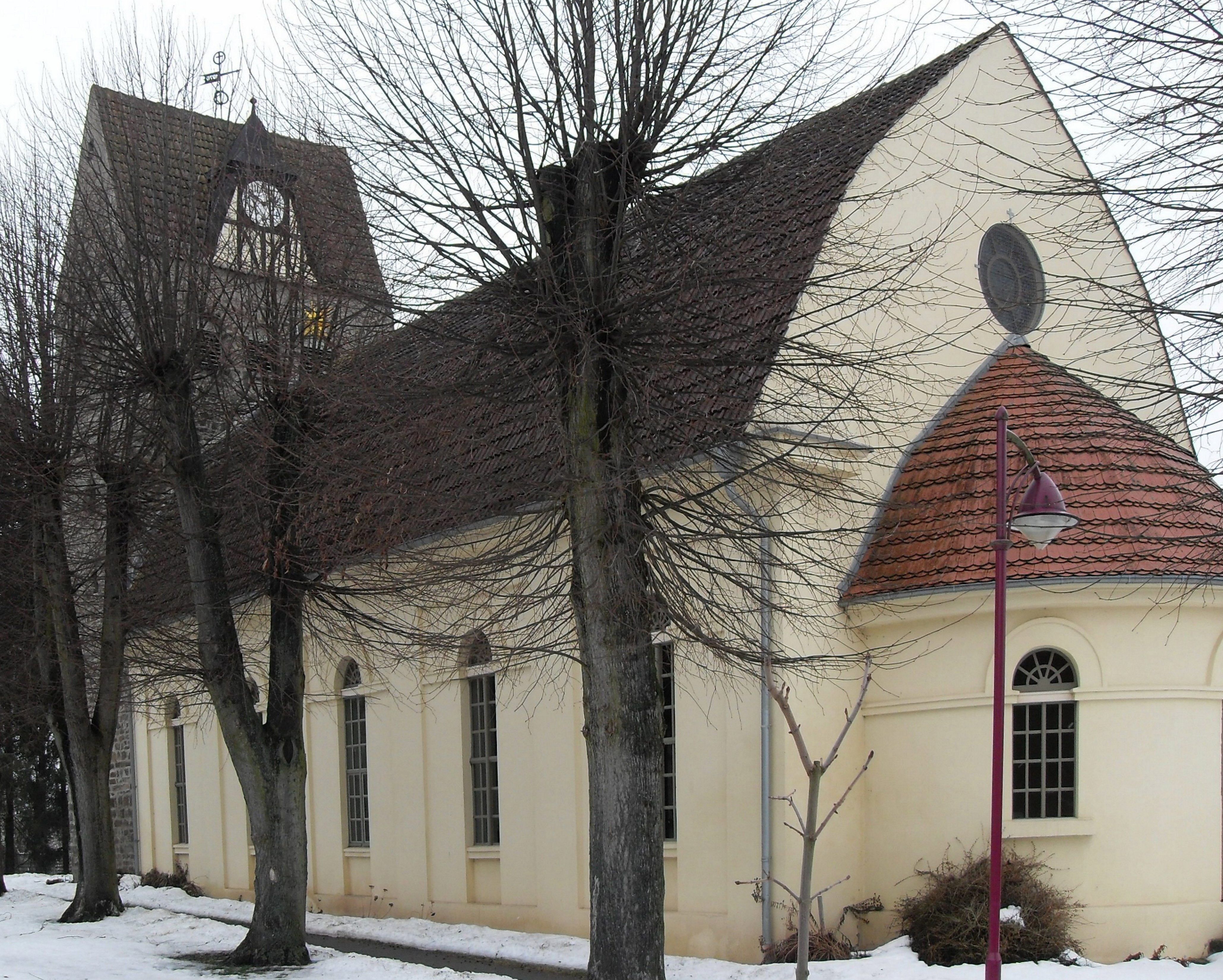
Romanische Kirche St. Mauritius in Bornstedt, 1998/1999 saniert

Bornstedt ist ein Ortsteil der Einheitsgemeinde Hohe Börde im Landkreis Börde in Sachsen-Anhalt.

## Geografie
Bornstedt liegt ca. neun Kilometer westlich von Irxleben.

## Geschichte
Die ehemalige Gemeinde wurde erstmals im Jahr 970 urkundlich erwähnt. Bornstedt hieß in den Jahren 970–1000 Bruningstedi, 1220 bis 1270 Bornstide und Bornstede im 14. Jahrhundert. Die Edelherren von Meinersen gaben um 1220 in Bornstide 15 quadrantes siliginis (= 3 ¾ Wispel Roggen) als Lehen an Gerhard von Dreileben.
Am 1. September 2010 wurde Bornstedt in die Gemeinde Hohe Börde eingegliedert.

## Politik
Für den Ortsteil Bornstedt wurde eine Ortschaftsverfassung eingeführt. Der Ortschaftsrat von Bornstedt besteht aus 5 Mitgliedern.

### Ortsbürgermeister
Der ehrenamtliche Bürgermeister Andreas Arnecke war vom 23. September 2001 bis zum 31. August 2010 im Amt und ist seitdem Ortsbürgermeister.

### Wappen
Das Wappen wurde am 10. August 1995 durch das Regierungspräsidium Magdeburg genehmigt.
Blasonierung: „In Blau ein goldener Röhrbrunnen mit Becken.“
Das Wappen wurde von der Magdeburger Heraldikerin Erika Fiedler gestaltet.

### Flagge
Die Flagge ist Gelb - Blau gestreift mit dem aufgelegten Wappen.

## Wirtschaft und Infrastruktur

### Verkehr
In unmittelbarer Nähe von Bornstedt verläuft  die Bundesstraße 1 von Braunschweig nach Magdeburg, die über die Anschlussstelle Bornstedt an die Bundesautobahn 2 angebunden ist. Der Ort liegt an der Landesstraße 24, die von Oschersleben über Haldensleben und Calvörde nach Oebisfelde führt.

## Kultur und Sehenswürdigkeiten
- Grabstätte auf dem Friedhof mit Gedenkstein für zwei unbekannte KZ-Häftlinge, die im April 1945 Opfer eines Todesmarsches wurden

## Persönlichkeiten
- August Troch (1817–1890), Orgelbauer